# أدونيس عقل
أدونيس عقل هو مغن لبناني معتزل من مواليد 1950 بزحلة، لبنان.

## أهم أعماله
اشتهر في فترة الثمانينات بأغانيه الهادئة مثل:
- يا أم الشال العنابي.
- مش قادر أنساكي.
- يا جميل يابو عين زايغة.
- الليالى
- شيكى شيكى بابا